# Regió eclesiàstica Laci

La regió del Laci al territori italià

La regió eclesiàstica Laci és una de les setze regions eclesiàstiques en les que està dividit el territori de l'Església catòlica a Itàlia. El seu territori es correspon al territori de la regió administrativa del Laci de la República Italiana.

## La regió eclesiàstica avui

### Estadístiques
Superfície in km²: 18.302

Habitants: 5.782.850

Parròquies: 1.458

Nombre de sacerdots seculars: 3.123

Nombre de sacerdots regulars: 5.185

Nombre de diaques permanents: 256

### Subdivisions
La regió eclesiàstica està composta per vint-i-una diòcesis, repartides:
- bisbat de Roma, que té com a sufragànies les set seus suburbicàries:
  - Bisbat suburbicari d'Albano
  - Bisbat suburbicari de Frascati
  - Bisbat suburbicari d'Òstia
  - Bisbat suburbicari de Palestrina
  - Bisbat suburbicari de Porto-Santa Rufina
  - Bisbat suburbicari de Sabina-Poggio Mirteto
  - Bisbat suburbicari de Velletri-Segni
- Arquebisbats i diòcesis immediatament subjectes a la Santa Seu:
  - Arquebisbat de Gaeta
  - bisbat d'Anagni-Alatri
  - bisbat de Civita Castellana
  - bisbat de Civitavecchia-Tarquinia
  - bisbat de Frosinone-Veroli-Ferentino
  - bisbat de Latina-Terracina-Sezze-Priverno
  - bisbat de Rieti
  - bisbat de Sora-Cassino-Aquino-Pontecorvo
  - bisbat de Tívoli
  - bisbat de Viterbo
- Abadies territorials immediatament subjectes a la Santa Seu:
  - Abadia territorial de Santa Maria di Grottaferrata
  - Abadia territorial de Montecassino
  - Abadia territorial de Subiaco

### Conferència episcopal Lacial
- President: Agostino Vallini, cardenal vicari de Sa Santedat per la diòcesi de Roma
- Vicepresident: Lino Fumagalli, bisbe de Viterbo
- Secretari: Guerino Di Tora, bisbe auxiliar del bisbat de Roma

## Diòcesis lacials suprimides
- bisbat d'Acquapendente
- bisbat d'Acquaviva
- bisbat d'Anzio
- bisbat de Bagnoregio
- bisbat de Blera
- bisbat de Bolsena
- bisbat de Bomarzo
- bisbat de Castro
- bisbat de Cerveteri
- bisbat de Curi
- bisbat de Faleri
- bisbat de Ferento
- bisbat de Fidene
- bisbat de Fondi
- bisbat de Formia
- bisbat de Gabi
- bisbat de Gallese
- bisbat de Labico
- bisbat de Lorium
- bisbat de Minturno
- bisbat de Montefiascone
- bisbat de Monterano
- bisbat de Nepi
- bisbat de Nomento
- bisbat d'Orte
- bisbat de Subaugusta
- bisbat de Sutri
- bisbat de Tre Taverne
- bisbat de Trevi nel Lazio
- bisbat de Tuscània
- bisbat de Vescovio